# 刘靖 (1975年)
刘靖（1975年12月—），汉族，中华人民共和国政治人物。曾任中共阜平县委书记，中共邯郸市委副书记，后出任河北省委社会工作部副部长、省信访局局长。2021年6月，获评全国优秀县委书记。2024年12月出任中共沧州市委副书记，代理市长。2025年1月当选为沧州市人民政府市长。